# Steel Division 2
Steel Division 2 je strategická počítačová hra kombinující tahovou a realtimovou strategii. Byla vyvinuta a vydána společností Eugen Systems; vyšla 20. června 2019 pro Microsoft Windows. Titul se odehrává v roce 1944 na východní frontě a je pokračováním hry Steel Division: Normandy 44 z roku 2017.

## Hratelnost
Steel Division 2 je strategie odehrávající se během operace Bagration, jež se podobně jako její předchůdce Steel Division: Normandy 44 inspiruje druhou světovou válkou. Ve hře je dostupný režim pro jednoho hráče a více hráčů a kooperace mezi hráči; v případě hry pro jednoho hráče je možné hrát módy Skirmish, historické bitvy a Army General.
Army General je název kampaně (anglicky Dynamic Strategic Campaigns) obsahující jak tahovou část, ve které každý tah odpovídá půl dni, tak realtimovou část, během níž se bojuje. Tahová část se odehrává na úseku válečné fronty, kde hráč přemisťuje pluky po mapě ve snaze ubránit či dobýt důležité body, jako jsou města, cesty a mosty. Poté se přechází do realtimové části, ve které hráč může s nepřítelem bojovat dvěma způsoby. Na počátku vybere dovolený počet jednotek a buď se vrhne do bitvy sám, nebo nechá umělou inteligenci, aby bojovala za něj. Hráč může na bojiště vzít jednotky pěchoty či válečných strojů, jako jsou například tanky, letadla a děla. Jednotky jsou k dispozici v plucích, přičemž každá z nich stojí určitý počet bodů. Hráč získává body každou minutu a počet bodů, který získá, se odvíjí od počtu pluků, které se bitvy účastní.
Hráč má možnost hrát za jednotky spojeneckých divizí a jednotky divizí Osy; převážně se jedná o divize Sovětského svazu a Německa, podpůrné jednotky jsou pak například z britských, amerických či maďarských divizí. V rámci stahovatelného obsahu byly do hry přidány též divize Polska a Finska.